# Stefan Bellof
Stefan Bellof, nemški dirkač Formule 1, * 20. november 1957, Gießen, Nemčija, † 1. september 1985, Spa, Belgija.

## Življenjepis
Debitiral je v sezoni 1984, ko je nastopil na enajstih dirkah, a moštvo Tyrrell Racing Organisation je bilo zaradi goljufije s težo dirkalnika diskvalificirano iz dveh dirk sezone. V naslednji sezoni 1985 je na dirki za Veliki nagradi vzhodnih ZDA dosegel četrto mesto, kar je njegov najboljši rezultat v karieri, na dirki za Veliki nagradi Portugalske pa je dosegel šesto mesto. Uvrstitvi med dobitnike točk se je približal še s sedmim in osmim mestom. Na vzdržljivostni dirki 1000 km Spaja na dirkališču Spa-Francorchamps istega leta se je smrtno ponesrečil. 

## Popolni rezultati Formule 1
(legenda) (odebeljene dirke pomenijo najboljši štartni položaj, poševne pa najhitrejši krog, †-uvrščen kljub odstopu)
| Leto | Moštvo                      | Šasija      | Motor          | 1       | 2       | 3       | 4       | 5       | 6       | 7       | 8        | 9       | 10     | 11      | 12     | 13      | 14  | 15  | 16  | Prv | Toč |
| ---- | --------------------------- | ----------- | -------------- | ------- | ------- | ------- | ------- | ------- | ------- | ------- | -------- | ------- | ------ | ------- | ------ | ------- | --- | --- | --- | --- | --- |
| 1984 | Tyrrell Racing Organisation | Tyrrell 012 | Cosworth V8    | BRA DSQ | JAR DSQ | BEL DSQ | SMR DSQ | FRA DSQ | MON DSQ | KAN DSQ | VZDA DSQ | ZDA DSQ | VB DSQ | NEM     | AVT EX | NIZ DSQ | ITA | EU  | POR | -   | 0   |
| 1985 | Tyrrell Racing Organisation | Tyrrell 012 | Cosworth V8    | BRA     | POR 6   | SMR Ret | MON DNQ | KAN 11  | VZDA 4  | FRA 13  | VB 11    |         |        |         |        |         |     |     |     | 16. | 4   |
| 1985 | Tyrrell Racing Organisation | Tyrrell 014 | Renault V6 t/c |         |         |         |         |         |         |         |          | NEM 8   | AVT 7  | NIZ Ret | ITA    | BEL     | EU  | JAR | AVS | 16. | 4   |